# Николай (Севастиянов)
Митрополи́т Никола́й (в миру Николай Методиев Севастиянов; 19 июля 1969, София) — епископ Болгарской православной церкви, митрополит Пловдивский.

## Биография
Родился 19 июля 1969 года в Софии. В 1987 году окончил гимназию в Софии. В 1987 — 1989 годах служил в вооруженных силах Болгарии в полку связи в г. Нова-Загора (специальность радист).
В 1990 году окончил Софийскую духовную семинарию имени святого Иоанна Рыльского и поступил в Софийскую духовную академию.
В день своих именин, 6 декабря 1990 года, был пострижен в монашество митрополитом Врачанским Калиником (Александровым).
В 1991 году Софийская духовная академия благодаря изменению политических условий была преобразована в богословский факультет Софийского университета.
17 мая 1993 года был рукоположён в сан иеромонаха.
В 1994 году окончил богословский факультет Софийского университета и направлен на обучение обучался в Московскую духовную академию, которую закончил в 1996 году со степенью кандидата богословия, защитив диссертацию «Каноническая оценка раскола Болгарской Церкви».
29 июня 1996 года возведён в сан архимандрита и назначен протосинкелом
Софийской митрополии.

### Епископское служение
На Священном Синоде Болгарской православной церкви был избран викарием патриарха Болгарского Максима (Минкова) с титулом епископ Знепольский.
7 июля 2001 года был рукоположён в сан епископа, став самым молодым болгарским архиереем и фактически управляющим Софийской митрополией.
Являясь противником экуменизма и негативно относясь к католической церкви, митрополит Николай в преддверии визита в Болгарию в 2002 году Папы Римского Иоанна Павла II явился одним из главных организаторов протестов против этого визита. Не добившись отмены визита, он запер предназначенные Римскому Папе подарки в одной из кладовых храма-памятника святого Александра Невского. Также во время торжественной службы в кафедральном соборе, на которую был приглашён папский нунций Антонио Меннини, епископ Николай вызвал дипломатический скандал, убрав предназначенное для дипломата кресло и таким образом заставил его простоять всю службу.
В произошедшем конфликте, когда в мае 2006 года ряд митрополитов выдвинули требование к епископу Николаю дать отчёт о своей епископоской деятельности, последний подал прошение об отставке, но она не была принята патриархом Максимом.
На состоявшихся 4 февраля 2007 года выборах на замещение вдовствующей Пловдивской кафедры набрал наибольшее количество голосов — 38 (вторым из восьми кандидатов оказался епископ Девольский Феодосий (Купичков)). Кандидатуры двух претендентов были представлены для рассмотрения на Священном Синоде, который 11 февраля утвердил избрание епископа Николая митрополитом Пловдивским.
В 2008 году во время IV Церковно-народного собора Болгарской православной церкви при поддержке митрополита Доростольского Илариона (Цонева) инициировал обращение к делегатам собора (выступила мирянка Катя Тодорова) о целесообразности возвращения Болгарской православной церкви к юлианскому календарю.
14 октября 2010 года, в день празднования Грузией 1000-летия главного кафедрального собора «Светицховели» в древней столице страны Мцхете, представлял на торжествах Болгарскую православную церковь.
В сентябре 2011 года обратился к председателю Комиссии по досье с официальным прошением обнародовать имена священников его епархии, давших в коммунистические времена своё согласие работать на спецслужбы.

## Критика
- В период своего служения в Софийской митрополии получил наименование «юпито» (англ. young urban professional — молодой городской специалист), объяснявшееся стремительным карьерным взлётом и приближенностью к патриарху Максиму.[3]
- Критики авторитарности и импульсивности митрополита Николая указывают на то, что в 2008 году во время IV Церковно-народного собора Болгарской православной церкви, сочтя что одна из формулировок нового Устава Церкви может истолковываться как зависимость Церкви от государства, митрополит Николай и сопровождавшие его делегаты Пловдивской митрополии демонстративно покинули Собор.[8] В ответ на порицание Синода митрополит Николай выразил свой протест.[9]
- Предоставляя в своей епархии ряду крупных благотворителей титула архонта, митрополит Николай выступил вопреки решению Синода Болгарской церкви, запретившего подобную практику специальным постановлением от 2007 года.[10]

## Общественные высказывания
- В феврале 2009 года в связи с высказыванием поп-музыканта Элтона Джона в интервью американскому журналу «Parade» о том, что Христос якобы был гомосексуалистом, митрополит Николай опубликовал заявление в котором сказал: «Высказывание Элтона Джона богохульно. Оно является провокацией и искушением для христиан всего мира, особенно сегодня, в первую неделю Великого поста, когда все верующие каются и очищаются от своих грехов. Противно от того, что этот человек афиширует свой грех и даже приписывает его не другому человеку, а Самому Господу Иисусу Христу, о Котором Библия говорит, что „и греха в Нём нет“ (1 Ин 3.5)».[11]
- 5 сентября 2009 года, когда на озере Охрид в Македонии утонули 15 болгарских туристов, митрополит Николай заявил: «Катастрофа в Македонии, в которой погибли 15 болгар, была знаком Небес. Православная церковь призывала людей не предаваться развлечениям в день казни Иоанна Крестителя. Мы не должны были позволять нашей молодежи веселиться в день, который должен был быть посвящён делам духовным».[12][13]
- По теме пожертвований Церкви: «У меня нет морального права отказаться от пожертвований, если кто-то подарит автомобиль митрополии, у меня нет права его продать, чтобы накормить бедных на полученные деньги, так как у меня нет права продавать церковное имущество».[14]